# کنستانس وو
کُنستانس وو (انگلیسی: Constance Wu; ۲۲ مارس ۱۹۸۲) بازیگر سینما و تلویزیون اهل ایالات متحده آمریکا بود. وی از سال ۲۰۰۶ میلادی تاکنون مشغول فعالیت بوده‌است و نامزد دریافت جوایز متعددی شده است.
از فیلم‌ها یا مجموعه‌های تلویزیونی که وی در آن‌ها نقش داشته‌است، می‌توان به معمار، اژدهای آرزو، امور پنهانی، سرسره برقی و بعد ۴۰۴ اشاره نمود.